# St'at'imcets
 (avril 2019).
Si vous disposez d'ouvrages ou d'articles de référence ou si vous connaissez des sites web de qualité traitant du thème abordé ici, merci de compléter l'article en donnant les références utiles à sa vérifiabilité et en les liant à la section « Notes et références ».
Cet article concerne la langue st'at'imcets. Pour le peuple st'at'imcets, voir Lillooet (peuple).
Le st'at'imcets, st'at'imc ou lillooet (autonyme st̓át̓imcets, [st͡ɬʼæt͡ɬʼjəmxət͡ʃ], ou ucwalmícwts) est une langue salish parlée dans le sud de la Colombie-Britannique au Canada, autour des fleuves Fraser et Lillooet par la nation St'at'imc.
Avec un peu plus de 200 personnes qui le parlent, toutes âgées de plus de 60 ans, le st'at'imcets est une langue en voie de disparition.

## Dialectes régionaux
Le st'at'imcets a deux principaux dialectes :
- le « haut St'at'imcets » (ou st'aá'imcets, Fountain (en)) ;
- le « bas St'at'imcets » (ou ucwalmicwts, parlé par les Lil'wat7úlmec, Mount Currie (en)).

Le haut st'at'imcets est parlé autour de Fountain (en), Pavilion, Lillooet, et les alentours. Le bas St'at'imcets est parlé autour du Mount Currie (en) et les alentours. Un autre sous-dialecte appelé le Skookumchuck est parlé à l'intérieur de la région du bas st'at'imcets.

## Écriture
Plusieurs orthographes ont été utilisées pour l'écriture du st'at'imcets.
Une orthographe pratique a été développée par Randy Bouchard et a été utilisée dans certains ouvrages.
L'orthographe pratique de Jan van Eijk a été adoptée par la Mount Currie Community School en 1974, par le Lillooet Tribal Council et la Upper St̓át̓imc Language, Culture and Education Society.
| Orthographe pratique | APA | API        |
| -------------------- | --- | ---------- |
| a                    | a   | [æ]        |
| ao                   | a̱   | [ɑ]        |
| e                    | e   | [ə]        |
| v                    | e̱   | [ʌ]        |
| i                    | i   | [i], [e]   |
| ii                   | i̱   | [ɛ]        |
| u                    | u   | [u], [o]   |
| o                    | u̱   | [ɔ]        |
| p                    | p   | [p]        |
| t                    | t   | [t̪]        |
| ts                   | c   | [tʃ]       |
| t̲s̲                   | c̱   | [ts̙]       |
| k                    | k   | [k]        |
| kw                   | kʷ  | [kʷ]       |
| q                    | q   | [q]        |
| qw                   | qʷ  | [qʷ]       |
| p'                   | p̓   | [pʼ]       |
| t'                   | ƛ̓   | [tɬʼ]      |
| ts'                  | c̓   | [tʼʃ]      |
| t̲s̲'                  | c̱̓   | [tʼs̙]      |
| k'                   | k̓   | [kʼ]       |
| k'w                  | k̓ʷ  | [kʼʷ]      |
| q'                   | q̓   | [qʼ]       |
| q'w                  | q̓ʷ  | [qʼʷ]      |
| lh                   | ɬ   | [ɬ]        |
| s                    | s   | [ʃ]        |
| s̱                    | s̱   | [s̙]        |
| c                    | x   | [x]        |
| cw                   | xʷ  | [xʷ]       |
| x                    | x̌   | [χ]        |
| xw                   | x̌ʷ  | [χʷ]       |
| m                    | m   | [m]        |
| n                    | n   | [n]        |
| m'                   | m̓   | [mʼ]       |
| n'                   | n̓   | [nʼ]       |
| l                    | l   | [l]        |
| ḻ                    | ḻ   | [l̜˞]       |
| l'                   | l̓   | [lʼ]       |
| ḻ'                   | ḻ̓   | [l̙ʼ]       |
| z                    | z   | [z], [ᶞs̪]  |
| y                    | y   | [y]        |
| r                    | ɣ   | [ɣ]        |
| g                    | ʕ   | [ʕ]        |
| gw                   | ʕʷ  | [ʕʷ]       |
| h                    | h   | [h]        |
| w                    | w   | [w]        |
| z'                   | z̓   | [zʼ], [ᶞs̪] |
| y'                   | y̓   | [yʼ]       |
| r'                   | ɣ̓   | [ɣʼ]       |
| g'                   | ʕ̓   | [ʕʼ]       |
| g'w                  | ʕ̓ʷ  | [ʕʼʷ]      |
| 7                    | ʔ   | [ʔ]        |
| w'                   | w̓   | [wʼ]       |